# Gerrie Eijlers
Daniel Gerrie Eijlers, más conocido como Gerrie Eijlers (Ámsterdam, 9 de mayo de 1980) es un exjugador de balonmano neerlandés que jugaba de portero. Su último equipo fue el KV KRAS/Volendam. Fue un componente de la selección de balonmano de los Países Bajos.
Formado en la cantera del HV KRAS/Volendam, Eijlers jugó durante 14 años en distintos equipos de Alemania, regresando a su club de origen en 2017.

## Clubes
- HV KRAS/Volendam (1998-2003)
- SG Solingen (2003-2006)
- TUSEM Essen (2006-2008)
- HBW Balingen-Weilstetten (2008-2009)
- SC Magdeburg (2009-2014)
- GWD Minden (2014-2017)
- HV KRAS/Volendam (2017-2020)[2]